# Photocryptus fumatus
Photocryptus fumatus là một loài tò vò trong họ Ichneumonidae.